# 佛羅里達鎮區 (明尼蘇達州耶洛梅德辛縣)
佛羅里達鎮區（英語：Florida Township）是位於美國明尼蘇達州耶洛梅德辛縣的一個行政鎮區。

## 地方資料
佛羅里達鎮區的面積為86.58平方千米，皆為陸地。根據2020年美國人口普查的數據，當地共有人口109人，而人口密度為每平方千米1.26人。